# Bajka o królewnie i siedmiu rycerzach
Bajka o śpiącej królewnie i siedmiu junakach, Bajka o królewnie i siedmiu rycerzach, Bajka o śpiącej królewnie i o siedmiu bohaterach (ros. Сказка о мёртвой царевне и о семи богатырях, Skazka o miortwoj cariewnie i siemi bogatyriach) – radziecki film animowany z 1951 roku w reżyserii Iwana Iwanowa-Wano. Adaptacja utworu Bajka o śpiącej królewnie i siedmiu junakach Aleksandra Puszkina. Radziecka wersja Królewny Śnieżki.

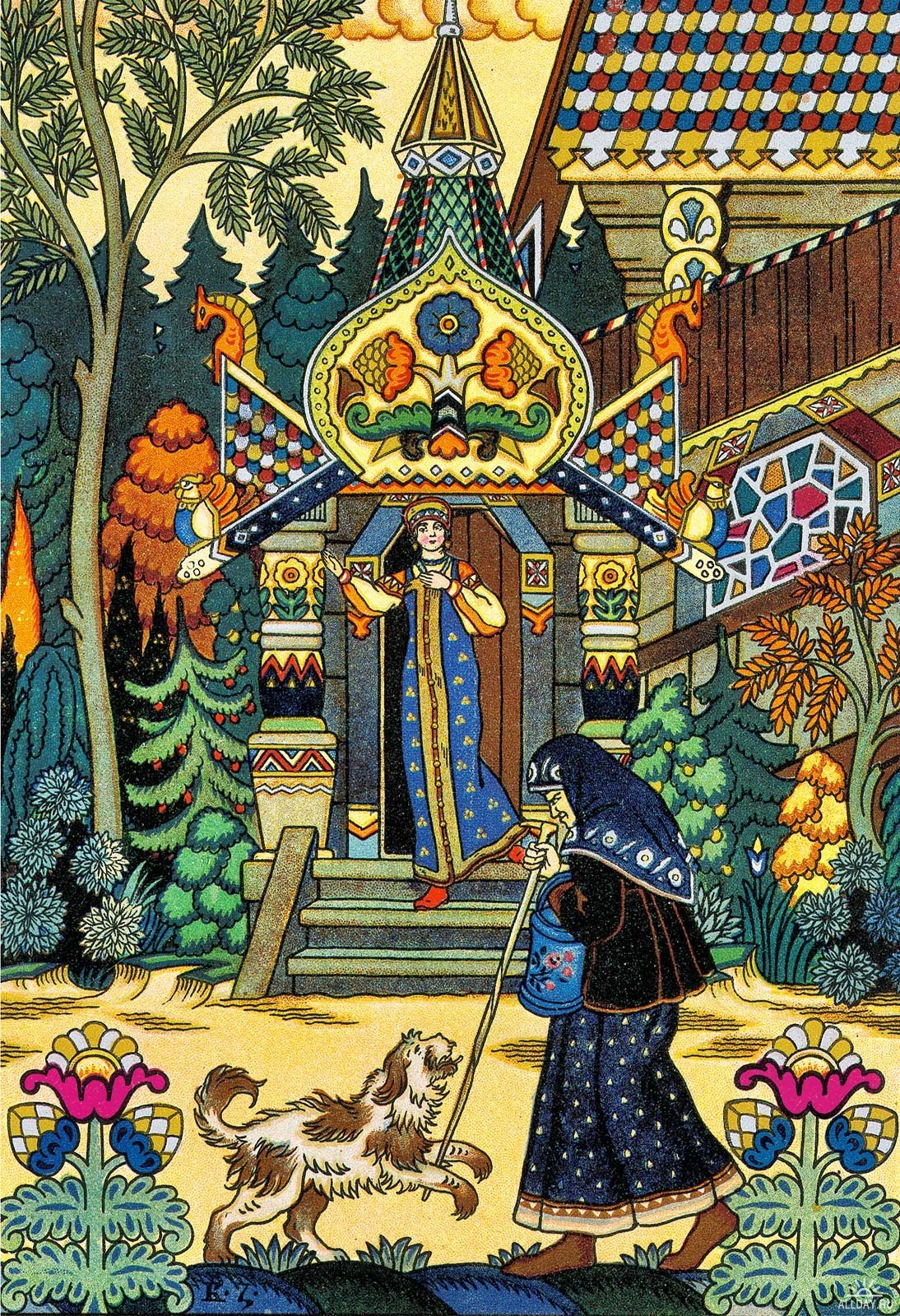
Bajka o śpiącej królewnie i siedmiu junakach – ilustracja Borisa Zworykina

## Animatorzy
Władimir Arbiekow, Nadieżda Priwałowa, Boris Butakow, Lidija Riezcowa, Faina Jepifanowa, Grigorij Kozłow, Tatjana Fiodorowa, Rienata Mirienkowa, Nikołaj Fiodorow, Fiodor Chitruk, Konstantin Czikin, Lew Popow, Konstantin Małyszew